# Бастроп (округ)
О́круг Ба́троп (англ. Bastrop county) — округ штата Техас Соединённых Штатов Америки. На 2000 год в нём проживало 57 733 человек. По оценке бюро переписи населения США в 2008 году население округа составляло 73 491 человек. Окружным центром является город Бастроп.

## История
Округ Бастроп был сформирован в 1836 году. Он был назван в честь Филпе Энрике Нери, барона Бастропа, немецкого бизнесмена, помогавшего Стивену Остину в колонизации Техаса.